# Puente Las Monjas
Puente Las Monjas es una localidad peruana ubicada en el distrito de Veintiséis de Octubre, perteneciente a la provincia y departamento de Piura, al norte del Perú. 

## Ubicación
Puente Las Monjas se ubica al oeste de la provincia de Piura, en el distrito de Veintiséis de Octubre, en el departamento de Piura.

## Demografía
En 2017 Puente Las Monjas tenía una población de 1 habitante.